# Elisabeth Lichtenberger

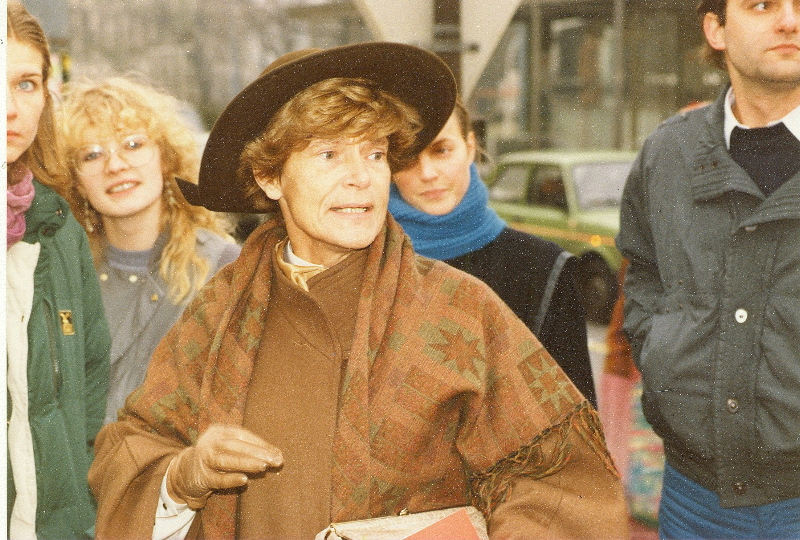
Elisabeth Lichtenberger (1984)

Elisabeth Lichtenberger (* 17. Februar 1925 in Wien; † 14. Februar 2017 ebenda) war eine Geographin und Universitätsprofessorin an der Universität Wien. In ihrer wissenschaftlichen Arbeit widmete sie sich vor allem der Stadt- und Regionalforschung, der Gebirgsforschung sowie in den 1990er Jahren der geographischen Transformationsforschung.

## Akademischer Werdegang
Lichtenberger studierte ab 1945 an der Universität Wien die Fächer Geographie, Geologie und Geschichte und legte 1948 die Lehramtsprüfung für höhere Schulen ab. Ein Jahr später wurde sie mit einer Arbeit zur Morphologie der östlichen Gailtaler Alpen promoviert. Sie schlug die universitäre Laufbahn ein als Assistentin später Oberassistentin am Geographischen Institut der Universität Wien mit Lehrauftrag beim Ordinariat für Kulturgeographie. 1965 habilitierte sie sich für das Gesamtgebiet der Geographie an der Universität Wien mit der Arbeit Die Geschäftsstraßen Wiens. Eine statistisch-physiognomische Analyse.
Sie erhielt zwischen 1968 und 1972 Gastprofessuren in Ottawa (Kanada), in Kent (Ohio), USA und in Erlangen. Im Wintersemester 1987/88 war sie als Visiting Scholar an der University of California, Berkeley in den USA.
Lichtenberger war von 1972 bis 1995 ordentliche Universitätsprofessorin in Geographie, Raumforschung und Raumordnung am Institut für Geographie und Regionalforschung der Universität Wien. Sie gründete den Studienzweig „Raumforschung und Raumordnung“.
Weiter gründete sie 1988 das Institut für Stadt- und Regionalforschung der Österreichischen Akademie der Wissenschaften in Wien. Außerdem koordinierte sie das Schwerpunktprogramms „Österreich. Raum und Gesellschaft“ des Fonds zur Förderung der wissenschaftlichen Forschung (FWF).
Ihr Leichnam wurde am Ottakringer Friedhof beigesetzt.

## Mitgliedschaften in Akademien
- 1991 Ordentliches Mitglied der Academia Europaea, London[2]
- Fellow of the British Academy
- Wirkliches Mitglied der Österreichischen Akademie der Wissenschaften
- Korrespondierendes Mitglied der Akademie für Raumforschung und Landesplanung (ARL), Hannover

## Auszeichnungen
- 1967 Kardinal-Innitzer-Preis
- 1968 Dr. Theodor-Körner-Preis
- 1985 Universitätspreis der Wiener Wirtschaft
- 1986 Ehrenmedaille der Bundeshauptstadt Wien in Gold
- 1986 Ehrenmitglied der Frankfurter Geographischen Gesellschaft
- 1987 Ehrenmitglied der Ungarischen Geographischen Gesellschaft
- 1989 Hermann-Haack-Medaille der Geographischen Gesellschaft der DDR
- 1994 Ehrendoktorat D.Lit. h. c. der University of Chicago
- 1994 Ehrenmitglied der Societa Geografica Italiana
- 1996 Hauer-Medaille der Österreichischen Geographischen Gesellschaft
- 1996 Ehrenmitglied der Royal Geographical Society
- 1999 Österreichisches Ehrenzeichen für Wissenschaft und Kunst
- 2000 Kardinal-Innitzer-Preis (Großer Preis)
- 2001 Ehrendoktor Dr. h. c. der Universität Leipzig
- 2009 Wissenschaftspreis des Landes Niederösterreich

## Werke
Lichtenberger ist Autorin von 20 Büchern und 230 Aufsätzen zur Vergleichenden Metropolenforschung, zur Kultur- und Hochgebirgsforschung, zu politischen Systemen, zur Gastarbeiterforschung, zur Transformationsforschung in Ostmitteleuropa sowie zum Standort der Geographie und zur Fachgeschichte:
- Das Bergbauernproblem in den österreichischen Alpen. Perioden und Typen der Entsiedlung In: Erdkunde, Band 19, 1965
- Wien. Bauliche Gestalt und Entwicklung. Gemeinsam mit H. Bobek 1966, 2. Auflage 1978
- Wirtschaftsfunktion und Sozialstruktur der Wiener Ringstraße. 1970
- The Eastern Alps. 1975
- Die Wiener Altstadt. Von der mittelalterlichen Bürgerstadt zur City. 1977
- Stadtgeographischer Führer Wien. 1978
- Gastarbeiter – Leben in zwei Gesellschaften. Wien, Köln, Graz 1984, ISBN 978-3-205-07217-1.
- Stadtgeographie 1 – Begriffe, Konzepte, Modelle, Prozesse. 1. Auflage 1986, 2. Auflage 1991, 3. Auflage 1998, ISBN 978-3-519-23424-1.
- Stadtentwicklung und dynamische Faktorialökologie. Gemeinsam mit Heinz Fassmann und D. Mühlgassner, Wien 1987, ISBN 978-3-7001-1014-9
- Stadtverfall und Stadterneuerung. Wien 1990, ISBN 978-3-7001-1795-7.
- Die Zukunft von Ostmitteleuropa. Vom Plan zum Markt. 1991
- Geografia dello spazio urbano. Milano 1993, ISBN 88-400-0284-7.
- Vienna. Bridge Between Cultures. 1993
- Wien-Prag. Metropolenforschung. Wien, Köln, Weimar 1993, ISBN 978-3-205-98033-9.
- Stadtverfall und Stadterneuerung in Budapest. Gemeinsam mit Z. Czéfalvay und M. Paal. Wien 1994, ISBN 978-3-7001-2169-5.
- Gelebte Interdisziplinarität. 1995
- Märkte in Bewegung. Gemeinsam mit Heinz Fassmann. 1995
- Österreich. Geographie, Geschichte, Wirtschaft, Politik. Darmstadt 2013 (2. Auflage), ISBN 978-3-534-25461-3.
- Austria. Society and Regions. Vienna 2000, ISBN 978-3-7001-2775-8.
- Die Stadt. Von der Polis zur Metropolis. Darmstadt 2011 (2. Aufl.), ISBN 978-3-89678-766-8.
- Europa. Geographie, Geschichte, Wirtschaft, Politik. Darmstadt 2005, ISBN 978-3-89678-543-5.
- Die Entwicklung der Geographie als Wissenschaft im Spiegel der Institutionspolitik und Biographieforschung. Vom Großstaat der k.u.k. Monarchie zum Kleinstaat der Zweiten Republik. In: Mensch, Raum, Umwelt. (Hrsg. R.Musil, C.Staudacher) Wien 2009, S. 13–51, ISBN 978-3-901313-20-2.